# La Belle aux cheveux d'or
La Belle aux cheveux d'or è un film muto del 1916 diretto da Léonce Perret. Il film, interpretato da René Cresté e Suzanne Delvé, fu prodotto dalla Société des Etablissements L. Gaumont.

## Produzione
Il film fu prodotto dalla Société des Etablissements L. Gaumont nel 1916.

## Distribuzione
Uscì nelle sale francesi il 1º dicembre 1916.